# Betriebswuchten

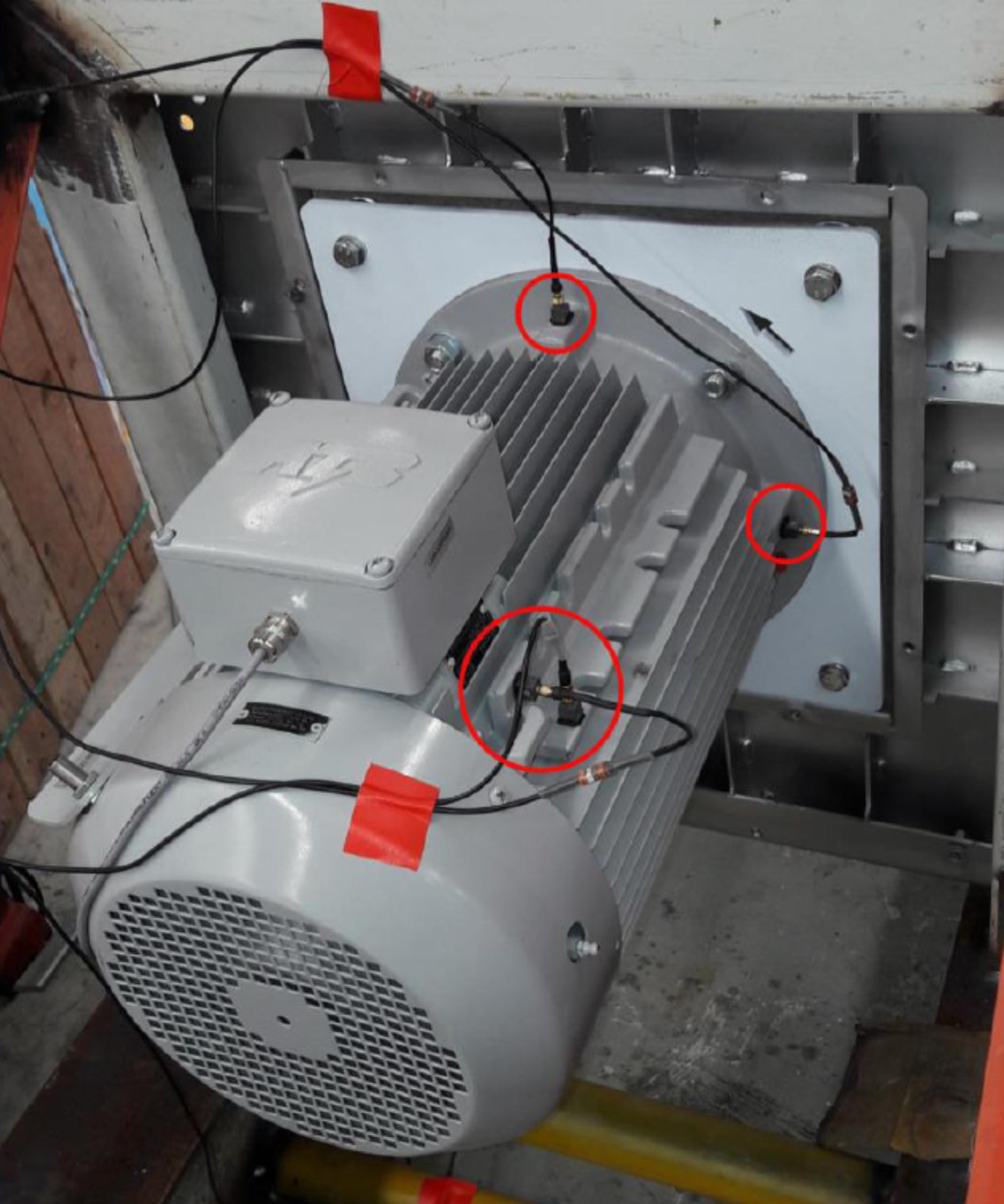
Schwingungsmessung zum Betriebswuchten

Betriebswuchten ist ein besonderes Wuchteverfahren, das ohne Wuchtbank direkt an dem zu wuchtenden Rotor durchgeführt wird. Hierdurch können Rotoren an Maschinen im eingebauten Zustand ohne Demontage gewuchtet werden. Betriebswuchten nutzt Schwingungsmessungen und das Setzen von definierten Unwucht-Probemassen, um darüber indirekt auf die vorhandene Unwucht zu schließen.

## Typischer Ablauf beim Betriebswuchten

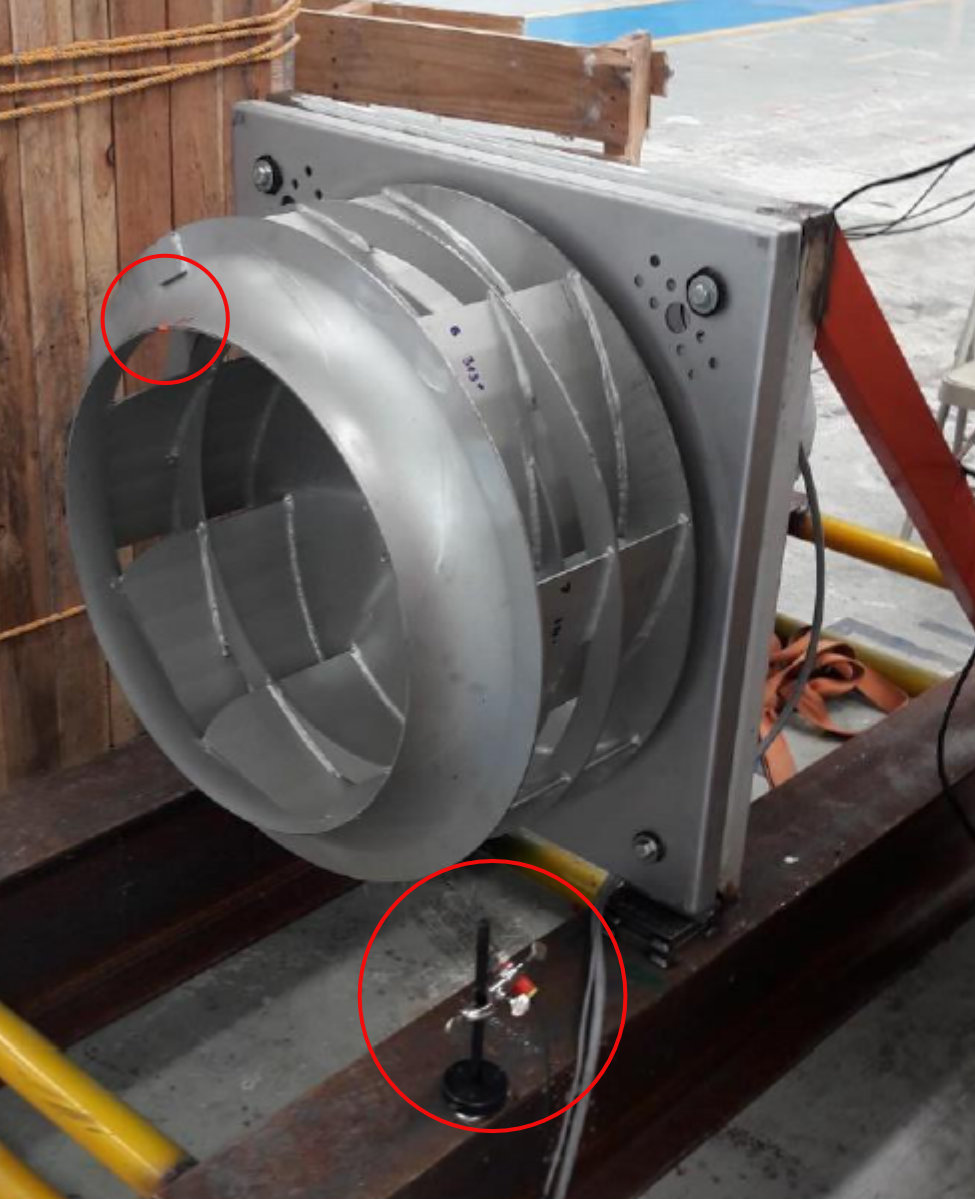
Rotor vorbereitet mit Reflexstreifen und Laser-Lichtschranke zum Betriebswuchten

Im idealisierten Fall läuft das Betriebswuchten an einem eingebauten Rotor ab wie im Folgenden. Es wird hier der häufige Fall beschrieben, dass ein starrer Rotor in zwei Ebenen ausgewuchtet wird.
- Schwingungssensoren (mindestens 2) an repräsentativen Stellen anbringen. Typischerweise am antriebs- und abtriebsseitigen Lager.
- Null-Marke auf Rotor setzen (Reflexstreifen) und Lichtschranke darauf ausrichten, so dass man je Umdrehung bei gegebenem Winkel genau einen Trigger-Impuls misst.
- Rotor mit Nenndrehzahl laufen lassen. Dabei für alle Sensoren die drehsynchrone Schwingung („1. Harmonische“) als Ur-Schwingung mit Amplitude und Phase (gegen Trigger) einmessen und speichern.
- Ein Probegewicht mit definierter Masse auf definiertem Radius und Winkel auf Wuchtebene 1 setzen.
- Rotor erneut laufen lassen und mit Probegewicht 1 wieder Amplitude und Phase einmessen und letztlich speichern.
- Probe auf Ebene 1 entfernen und stattdessen Probegewicht auf Wuchtebene 2 setzten.
- Noch einmal Amplitude und Phase einmessen, jetzt für Probegewicht 2. Danach Probegewicht 2 entfernen.
- Aus dem Wissen über die Ur-Schwingung, über die Änderungen der Schwingungen aufgrund der bekannten Probemassen und aufgrund Winkel und Masse der gesetzten Probemassen die sog. Einfluss-Koeffizienten errechnen. Dies macht in der Regel ein spezielles Programm oder das Wuchtegerät. Die Einfluss-Koeffizienten beinhalten das Systemwissen als Zusammenhang von Massen- zu Schwingungs-Änderung.
- Aus der Ur-Schwingungen und den Einfluss-Koeffizienten die Ur-Unwucht errechnen lassen. Die Ausgleichsgewichte zum Erreichen eines ausgewuchteten Zustands liegen dann der Ur-Unwucht genau gegenüber.
- Berechnete Ausgleichsgewichte auf Wuchtebene 1 und 2 auf Rotor setzen
- Abschließend erneuter Lauf des Rotors mit Nenndrehzahl, um den Erfolg der Wuchtmaßnahme zu prüfen. Die Schwingwerte sollten sich deutlich verringert haben.

## Abgrenzung gegenüber Wuchtbänken
Im Gegensatz zum Betriebswuchten ist der Rotor in Wuchtbänken „hart“ gelagert, d. h. die Drehzahl, bei der die erste Resonanzmode (Eigenfrequenz) auftritt, liegt weit über der Wuchte-Drehzahl. Daher führt der Rotor nahezu keine Schwingung mit relevantem Schwingweg aus. Die Wuchtbänke sind kraftmessend, so dass die von der Unwucht bei gegebener Drehzahl je Ebene erzeugte Fliehkraft direkt gemessen werden kann. Aus der Kraftmessung kann bei bekannter Geometrie von Mess-Ebenen und Wucht-Ebenen direkt auf die vorhandene Unwucht geschlossen werden.

## Situation bei Betriebswuchten statt Wuchtbank

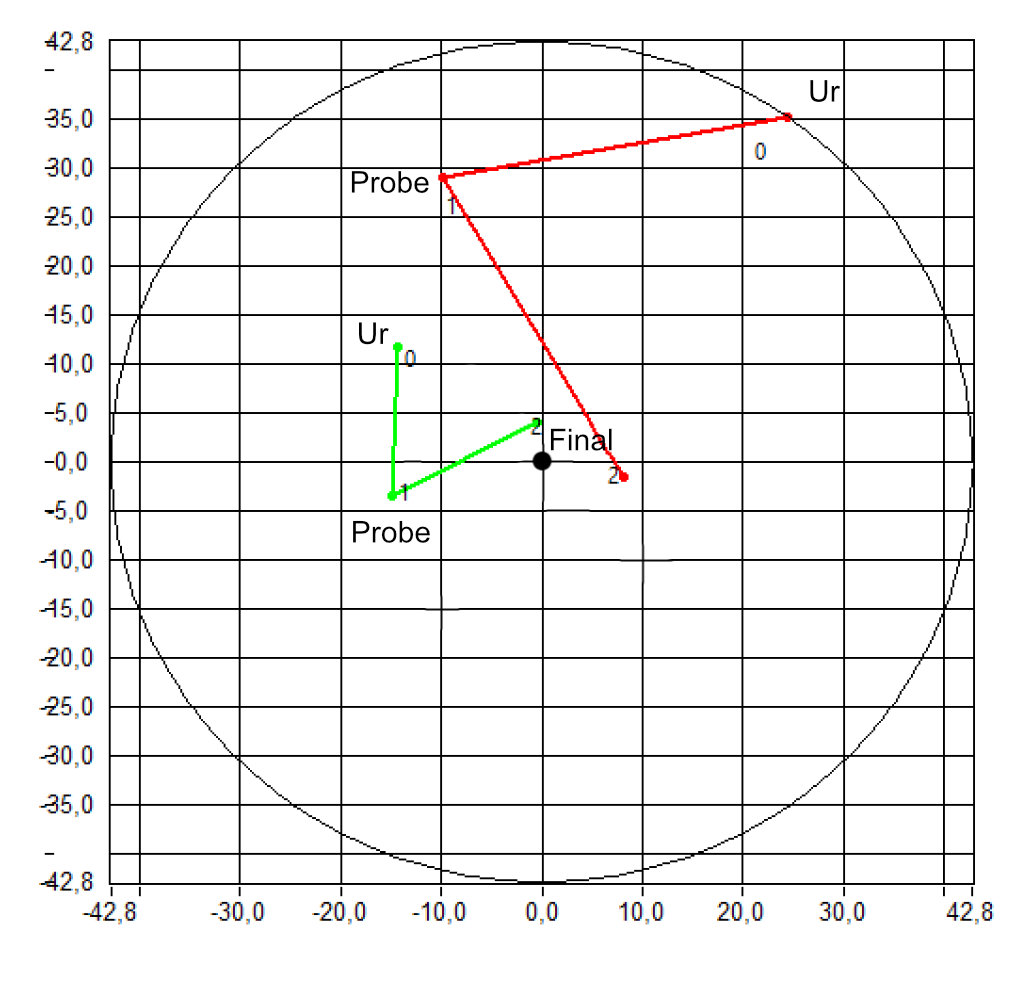
Verlauf der Schwingungsvektoren zweier Messstellen beim Betriebswuchten. Man nähert sich immer mehr der 0-Schwingung / Ursprung an.

Beim Betriebswuchten ist der schwingungs-dynamische Lagerungszustand des Rotors – im Hinblick auf Steifigkeits-, Massen- und Dämpfungsmatrix – zunächst unbekannt. Rotoren können bei Nenndrehzahl unter der ersten Resonanzdrehzahl laufen („hart“), darüber („weich“) oder gar direkt auf bzw. nahe einer kritischen Drehzahl, also „in Resonanz“. Da eine Kraftmessung nur dann Sinn ergibt, wenn die Lagerung „hart“ ist, nutzt man stattdessen Schwingungsmessungen, um einen Zusammenhang zu der vorhandenen Unwucht zu bekommen.
Wie im Abschnitt „Wuchtbänke“ erklärt, gibt es bei gegebener Drehzahl und bekannter Geometrie einen bekannten Zusammenhang zwischen Unwucht und anregender Kraft; im zweiten Schritt ist der Zusammenhang zwischen anregender Kraft und resultierender Schwingung beim Betriebswuchten zunächst unbekannt. Aus der Schwingungs-Theorie ist lediglich bekannt, dass dies ein mehrdimensionaler linearer Zusammenhang ist, bei dem jede Kraftanregung an einer gegebenen Stelle (Unwuchts-Ebene) zu einer proportionalen Schwingungsantwort an einer Messstelle führt (Mess-Ebene). Stellt man bei gegebener Drehzahl die Sinus-Schwingung der Kraft und der Schwingbewegung als komplexe Zahlen dar, so erhält man den besprochenen Zusammenhang – die sog. „Einfluss-Koeffizienten“ bzw. Einfluss-Matrix.
Diese physikalische Gegebenheit macht man sich zu Nutze. Sobald man die Einfluss-Koeffizienten-Matrix kennt, kann man aus einer Schwingungsmessung direkt auf die vorhandenen anregenden Kräfte schließen; und von dort schließt man auf die vorhandene Unwucht (je Unwucht-Ebene); diese wird letztlich ausgeglichen.

## Probleme und Störungen
Verfahrensbedingt gibt es beim Betriebswuchten eine Reihe von möglichen Herausforderungen und Störungen:
- Maschinen und Systeme, die nicht-linear auf Probe-Unwuchtsmassen reagieren. Eine häufige und anspruchsvolle Situation zum Wuchten[5]. Siehe auch die Diskussion hier.
- Maschinen, die in Nenndrehzahl auf Resonanz laufen und daher sehr empfindlich auf kleinste Restunwucht reagieren. Besonders problematisch in Verbindung mit nicht-linearer Systemantwort.
- Systeme mit „schlecht-konditionierten“ Einfluss-Koeffizient-Matrizen, wegen ungünstig gesetzten Probemassen, ungeschickt gewählten Sensor-Positionen oder Resonanz, die eine Mode überproportional betont. In so einem Fall tendiert die zugrunde liegende Mathematik/Numerik schon bei kleinen Messfehlern zu stark fehlerhaften Ausgleichsmassen-Vorschlägen.
- Frequenz-geregelte Maschinen: Hier ist die Herausforderung, nicht nur bei einer Drehzahl die dort vorherrschende Mode „wegzuwuchten“, sondern die gesamte Unwucht in beiden Ebenen so zu minimieren, dass über den gesamten Drehzahlbereich keine Schwingungsmode unzulässig hohe Amplituden erreicht.

## Geeignete Maschinen
Betriebswuchten kann an fast allen Maschinen eingesetzt werden, die man mit Probegewichten laufen lassen kann und die für Schwingungsmessungen zugänglich sind. Häufig eingesetzt wird Betriebswuchten bei:
- Lüftern, Ventilatoren und Gebläsen
- Mulchern und Häckslerwellen in der Landwirtschaft
- Propellern
- Windkraft-Anlagen-Rotoren.